# Irlande au Concours Eurovision de la chanson 1996
L'Irlande a participé au Concours Eurovision de la chanson 1996 à Oslo, en Norvège. C'est la 31e participation et la 7e victoire irlandaise, sa 4e en cinq ans, au Concours Eurovision de la chanson.
Le pays est représenté par Eimear Quinn et la chanson The Voice, sélectionnées au moyen de la finale nationale Eurosong 1996 organisée par Radio Telefís Éireann.

## Sélection

### Eurosong 1996
Le radiodiffuseur irlandais, Radio Telefís Éireann (RTÉ), organise la finale nationale Eurosong 1996 pour sélectionner l'artiste et la chanson représentant l'Irlande au Concours Eurovision de la chanson 1996.
La finale nationale, présentée par Pat Kenny (en), a lieu le 3 mars 1996 au Point Theatre à Dublin.
Huit chansons participent à cette finale nationale, dont sept interprétées en anglais et une en irlandais, langues officielles de l'Irlande.
Lors de cette sélection, c'est la chanteuse Eimear Quinn et la chanson The Voice, écrite et composée par Brendan Graham (en), avec Noel Kelehan comme chef d'orchestre, qui furent choisies.

#### Finale
| Ordre | Artiste                         | Chanson              | Traduction                   | Langue    | Points | Place |
| ----- | ------------------------------- | -------------------- | ---------------------------- | --------- | ------ | ----- |
| 1     | Rob Burke Band                  | Gotta Know Right Now | Je dois savoir tout de suite | Anglais   | 76     | 3     |
| 2     | Dav McNamara                    | Missing You          | Tu me manques                | Anglais   | 84     | 2     |
| 3     | William Byrne et Lorraine Nolan | Once Again           | Encore une fois              | Anglais   | 61     | 5     |
| 4     | Eimear Quinn                    | The Voice            | La voix                      | Anglais   | 105    | 1     |
| 5     | Marion Fossett                  | This Time            | Cette fois                   | Anglais   | 40     | 8     |
| 6     | Yvonne Holmes                   | Find My Way          | Trouver mon chemin           | Anglais   | 73     | 4     |
| 7     | Seán Monaghan                   | Amhrán an Ronnach    | La chanson du phoque         | Irlandais | 61     | 5     |
| 8     | Maura Donaghy                   | Worlds Apart         | Mondes séparés               | Anglais   | 50     | 7     |

## À l'Eurovision

Points attribués à l'Irlande au Concours Eurovision de la chanson 1996.

### Points attribués par l'Irlande
| 12 points | Suède       |
| 10 points | Islande     |
| 8 points  | Autriche    |
| 7 points  | Norvège     |
| 6 points  | Croatie     |
| 5 points  | Pays-Bas    |
| 4 points  | Suisse      |
| 3 points  | Royaume-Uni |
| 2 points  | Estonie     |
| 1 point   | Chypre      |

### Points attribués à l'Irlande
| 12 points                                                                         | 10 points                    | 8 points   | 7 points                       | 6 points          |
| --------------------------------------------------------------------------------- | ---------------------------- | ---------- | ------------------------------ | ----------------- |
| - Bosnie-Herzégovine - Estonie - Pays-Bas - Pologne - Slovénie - Suisse - Turquie | - Finlande - Grèce - Norvège | - Portugal | - Autriche - Slovaquie - Suède | - Chypre - France |
| 5 points                                                                          | 4 points                     | 3 points   | 2 points                       | 1 point           |
|                                                                                   | - Malte                      | - Belgique |                                |                   |

Eimear Quinn interprète The Voice en 17e position, après la Belgique et avant la Finlande. Au terme du vote final, l'Irlande termine 1re sur 23 pays, obtenant 162 points.